# Мендоса Асурдиа, Оскар
Оскар Альберто Мендо́са Асурдия (исп. Óscar Alberto Mendoza Azurdia; 4 июня 1917 — 9 января 1995) — политический деятель Гватемалы. Полковник армии, ставший главой правящей хунты в результате военного переворота, свергнувшего временное правительство президента Луис Артуро Гонсалесa Лопесa, дискредитированного при проведении организованных им выборов 1957 года. Через два дня хунта передала полномочия Гильермо Флоресу Авенданьо как лицу, следующему в порядке конституционного замещения президентского поста.

## Карьера
В 1980 году избран вице-президентом в правительстве президента Фернандо Ромео Лукаса Гарсии. В марте 1982 года покинул пост вследствие очередного военного переворота, на этот раз в пользу Хосе Эфраин Риоса Монтта. Женат на Берте Росалес де Мендоса; имеет девять детей.